# ITF Monzón
Das ITF Monzón (offiziell: Torneo Internacional de Tenis Femenino „Conchita Martínez“ – Trofeo Hinaco Monzón) ist ein Tennisturnier der ITF Women’s World Tennis Tour, das in Monzón auf Hartplatz ausgetragen wird.

## Siegerliste

### Einzel
| Jahr                   | Siegerin                                 | Finalgegnerin                            | Ergebnis                                 |
| ---------------------- | ---------------------------------------- | ---------------------------------------- | ---------------------------------------- |
| ↓ Kategorie: $10.000 ↓ |                                          |                                          |                                          |
| 2003                   | Frederica Piedade                        | Kildine Chevalier                        | 6:4, 6:3                                 |
| 2004                   | Marta Fraga Pérez                        | Aliénor Tricerri                         | 6:0, 6:4                                 |
| ↓ Kategorie: $25.000 ↓ |                                          |                                          |                                          |
| 2005                   | Olena Antypina                           | Angelique Kerber                         | 6:3, 6:3                                 |
| 2006                   | Diana Ospina                             | Amanda Keen                              | 6:4, 6:2                                 |
| ↓ Kategorie: $75.000 ↓ |                                          |                                          |                                          |
| 2007                   | Lilia Osterloh                           | Angelique Kerber                         | 6:3, 7:64                                |
| 2008                   | Petra Kvitová                            | Yanina Wickmayer                         | 2:6, 6:4, 7:5                            |
| 2009                   | Kimiko Date-Krumm                        | Alexandra Dulgheru                       | 7:5, 6:2                                 |
| 2010                   | Nastassja Jakimawa                       | Zuzana Kučová                            | 6:4, 4:6, 6:3                            |
| ↓ Kategorie: $50.000 ↓ |                                          |                                          |                                          |
| 2011                   | Petra Cetkovská                          | Kirsten Flipkens                         | 5:7, 6:4, 6:2                            |
| 2012                   | abgesagt                                 | abgesagt                                 | abgesagt                                 |
| ↓ Kategorie: $10.000 ↓ |                                          |                                          |                                          |
| 2013                   | Polina Vinogradova                       | Nuria Párrizas Díaz                      | 6:1, 6:1                                 |
| 2014                   | Janina Toljan                            | María José Luque Moreno                  | 6:3, 5:7, 6:0                            |
| 2015                   | Georgina García Pérez                    | Cristina Sánchez-Quintanar               | 6:4, 6:2                                 |
| 2016                   | Marie Bouzková                           | Jessika Ponchet                          | 6:4, 6:4                                 |
| ↓ Kategorie: $25.000 ↓ |                                          |                                          |                                          |
| 2017                   | Georgina García Pérez                    | Marie Bouzková                           | 6:1, 6:3                                 |
| 2018                   | Katie Swan                               | Aliona Bolsova Zadoinov                  | 6:2, 6:3                                 |
| 2019                   | Nadia Podoroska                          | Cristina Bucșa                           | 6:2, 4:6, 6:2                            |
| 2020                   | Aufgrund der COVID-19-Pandemie abgesagt. | Aufgrund der COVID-19-Pandemie abgesagt. | Aufgrund der COVID-19-Pandemie abgesagt. |

### Doppel
| Jahr                   | Siegerinnen                                  | Finalgegnerinnen                                   | Ergebnis                                 |
| ---------------------- | -------------------------------------------- | -------------------------------------------------- | ---------------------------------------- |
| ↓ Kategorie: $10.000 ↓ |                                              |                                                    |                                          |
| 2003                   | Olena Antypina Raissa Gurewitsch             | Liana Balaci Kildine Chevalier                     | 3:6, 7:5, 6:1                            |
| 2004                   | Larissa Carvalho Neuza Silva                 | Joana Cortez Marina Tavares                        | 6:2, 6:4                                 |
| ↓ Kategorie: $25.000 ↓ |                                              |                                                    |                                          |
| 2005                   | Olena Antypina Surina De Beer                | Petra Cetkovská Gabriela Velasco Andreu            | 7:5, 7:5                                 |
| 2006                   | Monique Adamczak Annette Kolb                | Olga Brózda Yevgenia Savransky                     | 7:5, 6:3                                 |
| ↓ Kategorie: $75.000 ↓ |                                              |                                                    |                                          |
| 2007                   | Estrella Cabeza Candela María Emilia Salerni | Iryna Kurjanowitsch Wesna Manassijewa              | 6:2, 6:1                                 |
| 2008                   | Rika Fujiwara Emmanuelle Gagliardi           | María José Martínez Sánchez Arantxa Parra Santonja | 1:6, 7:65, [10:8]                        |
| 2009                   | Chen Yi Wesna Manassijewa                    | Alberta Brianti Margalita Tschachnaschwili         | 2:6, 6:4, [10:8]                         |
| 2010                   | Alexandra Dulgheru Tamarine Tanasugarn       | Yayuk Basuki Riza Zalameda                         | 6:2, 6:0                                 |
| ↓ Kategorie: $50.000 ↓ |                                              |                                                    |                                          |
| 2011                   | Jelena Bowina Walerija Sawinych              | Margalita Tschachnaschwili Ivana Lisjak            | 6:1, 2:6, [10:4]                         |
| 2012                   | abgesagt                                     | abgesagt                                           | abgesagt                                 |
| ↓ Kategorie: $10.000 ↓ |                                              |                                                    |                                          |
| 2013                   | Tatiana Búa Lucía Cervera Vázquez            | Arabela Fernández Rabener Jana Sisikowa            | 4:6, 7:5, [10:6]                         |
| 2014                   | Ariadna Martí Riembau Marta Sexmilo Pascual  | Giulia Sussarello Janina Toljan                    | 4:6, 6:4, [10:5]                         |
| 2015                   | Georgina García Pérez Olga Parres Azcoitia   | Başak Eraydın Francesca Stephenson                 | 6:4, 6:2                                 |
| 2016                   | Alice Bacquié Gabriella Taylor               | Estrella Cabeza Candela Cristina Sánchez-Quintanar | 6:1, 6:1                                 |
| ↓ Kategorie: $25.000 ↓ |                                              |                                                    |                                          |
| 2017                   | Andrea Gámiz Georgina García Pérez           | Sopia Schapatawa Walerija Strachowa                | 6:3, 6:4                                 |
| 2018                   | Cristina Bucșa Jana Sisikowa                 | Sarah Beth Grey Olivia Nicholls                    | 6:2, 5:7, [10:8]                         |
| 2019                   | Jana Fett Dalma Gálfi                        | Despina Papamichail Nina Stojanović                | 7:62, 6:2                                |
| 2020                   | Aufgrund der COVID-19-Pandemie abgesagt.     | Aufgrund der COVID-19-Pandemie abgesagt.           | Aufgrund der COVID-19-Pandemie abgesagt. |